# Canton d'Amou
Le canton d'Amou est une ancienne division administrative française située dans le département des Landes et la région Aquitaine. Il a été supprimé par le nouveau découpage cantonal entré en vigueur en 2015.

## Géographie
Ce canton était organisé autour d'Amou dans l'arrondissement de Dax. Son altitude variait de 17 m (Castelnau-Chalosse) à 167 m (Bassercles) pour une altitude moyenne de 90 m.

## Communes
Le canton d'Amou comprenait seize communes et comptait 7 634 habitants (population municipale) au 1er janvier 2013.
| Nom                 | Code Insee | Intercommunalité               | Superficie (km2) | Population (dernière pop. légale) | Densité (hab./km2) |
| ------------------- | ---------- | ------------------------------ | ---------------- | --------------------------------- | ------------------ |
| Amou                | 40002      | CC Coteaux et Vallées des Luys | 27,25            | 1 544 (2014)                      | 57                 |
| Argelos             | 40007      | CC Coteaux et Vallées des Luys | 6,44             | 172 (2014)                        | 27                 |
| Arsague             | 40011      | CC Coteaux et Vallées des Luys | 7,18             | 378 (2014)                        | 53                 |
| Bassercles          | 40027      | CC Coteaux et Vallées des Luys | 6,59             | 143 (2014)                        | 22                 |
| Bastennes           | 40028      | CC Coteaux et Vallées des Luys | 7,29             | 262 (2014)                        | 36                 |
| Beyries             | 40041      | CC Coteaux et Vallées des Luys | 4,29             | 119 (2014)                        | 28                 |
| Bonnegarde          | 40047      | CC Coteaux et Vallées des Luys | 9,67             | 298 (2014)                        | 31                 |
| Brassempouy         | 40054      | CC Coteaux et Vallées des Luys | 10,72            | 272 (2014)                        | 25                 |
| Castaignos-Souslens | 40069      | CC Coteaux et Vallées des Luys | 7,45             | 406 (2014)                        | 54                 |
| Castelnau-Chalosse  | 40071      | CC Coteaux et Vallées des Luys | 10,66            | 604 (2014)                        | 57                 |
| Castel-Sarrazin     | 40074      | CC Coteaux et Vallées des Luys | 12,01            | 536 (2014)                        | 45                 |
| Donzacq             | 40090      | CC Coteaux et Vallées des Luys | 11,70            | 478 (2014)                        | 41                 |
| Gaujacq             | 40109      | CC Coteaux et Vallées des Luys | 16,14            | 442 (2014)                        | 27                 |
| Marpaps             | 40173      | CC Coteaux et Vallées des Luys | 6,84             | 137 (2014)                        | 20                 |
| Nassiet             | 40203      | CC Coteaux et Vallées des Luys | 11,77            | 353 (2014)                        | 30                 |
| Pomarez             | 40228      | CC Coteaux et Vallées des Luys | 30,57            | 1 517 (2014)                      | 50                 |

## Représentation

### Conseillers d'arrondissement (de 1833 à 1940)
Le canton d'Amou appartenait à l'arrondissement de Saint-Sever jusqu'à sa disparition en 1926.
| Période                                  | Période      | Identité                         | Étiquette               | Qualité |
| ---------------------------------------- | ------------ | -------------------------------- | ----------------------- | --- |
| 1833                                     | 1836         | Pierre Marie Lagaint (1777-1853) |                         | Tanneur, adjoint puis maire d'Amou                                                                          |
| 1836                                     | 1848         | M. Coudanne                      |                         | Propriétaire à Amou                                                                                         |
|                                          |              |                                  |                         | |
| 1886                                     | 1891 (décès) | M. Carrère                       | Républicain             | Adjoint au maire de Bassercles                                                                              |
| 1891                                     |              | M. Darrigade                     | Républicain             | Médecin |
|                                          |              |                                  |                         | |
|                                          | 1919         | Albert Coudanne                  | RG                      | Agriculteur, maire d'Amou                                                                                   |
| 1919                                     | 1931         | Pierre Lacazedieu                | Républicain indépendant | Vétérinaire à Amou                                                                                          |
| 1931                                     | 1937         | Édouard Prat                     | Radical                 | Propriétaire à Arsague                                                                                      |
| 1937                                     | 1940         | Hyacinthe Maurincomme            | Radical                 | Propriétaire à Gaujacq                                                                                      |
| 1940                                     |              |                                  |                         | Les conseils d'arrondissement ont été suspendus par la loi du 12 octobre 1940 et n'ont jamais été réactivés |
| Les données manquantes sont à compléter. |              |                                  |                         | |

### Conseillers généraux (de 1833 à 2015)
| Période | Période          | Identité                                          | Étiquette                   | Qualité |
| ------- | ---------------- | ------------------------------------------------- | --------------------------- | --- |
| 1833    | 1861             | Jean-Jacques Laussuy                              |                             | Notaire, maire de Pomarez (1821-1870)                                                                           |
| 1861    | 1870             | Romain Antoine Laussuy                            |                             | Notaire, maire de Pomarez                                                                                       |
| 1870    | 1871             | Baron Léonce Le Bas de Girangy de Claye           |                             | Propriétaire à Amou                                                                                             |
| 1871    | 1873 (démission) | Charles Henri Emmanuel Amédée Daulomieu-Beauchamp |                             | Général, propriétaire à Donzacq                                                                                 |
| 1873    | 1886 (décès)     | Louis Saint-Jean Tauziet                          | Républicain                 | Écrivain et journaliste, Gaujacq                                                                                |
| 1886    | 1898             | Gaston Laussuy                                    | Républicain                 | Notaire - Maire de Pomarez                                                                                      |
| 1898    | 1909             | Félix Coudanne                                    | Républicain                 | Pharmacien - Maire d'Amou                                                                                       |
| 1909    | 1911 (décès)     | Constant Dulau                                    | GD                          | Magistrat Maire de Castelnau-Chalosse Député (1891-1911)                                                        |
| 1911    | 1929 (décès)     | Lézin Lassalle                                    |                             | Pharmacien Maire de Pomarez (1911-1921)                                                                         |
| 1929    | 1933             | Raoul Saint-Calbre                                | Rad.                        | Vétérinaire Maire de Pomarez                                                                                    |
| 1934    | 1940             | Paul Ducasse                                      | Rad.ind.                    | Maire de Pomarez                                                                                                |
|         |                  |                                                   |                             | |
| 1943    | 1945             | Albert Coudanne                                   | RG                          | Agriculteur Maire d'Amou (1906-1946), ancien conseiller d'arrondissement Nommé conseiller départemental en 1943 |
|         |                  |                                                   |                             | |
| 1945    | 1949             | Firmin Ducasse                                    | SFIO                        | Cultivateur à Saint-Julien-en-Born                                                                              |
| 1949    | 1985             | René Coudanne (fils d'Albert Coudanne)            | Rad. puis MRG puis UDF-Rad. | Agriculteur Maire d'Amou (1947-1983) Président du Conseil général (1973-1976)                                   |
| 1985    | 2004             | Jean-Jacques Darmaillacq                          | UDF puis UMP                | Médecin Maire d'Amou (1989-2018)                                                                                |
| 2004    | 2015             | Odile Lafitte                                     | PS                          | Permanente politique Conseillère municipale d'Amou Élue en 2015 dans le canton de Coteau de Chalosse            |

## Démographie
| 1962  | 1968  | 1975  | 1982  | 1990  | 1999  | 2006  | 2010  | - |
| ----- | ----- | ----- | ----- | ----- | ----- | ----- | ----- | - |
| 6 836 | 7 283 | 6 912 | 6 668 | 6 752 | 6 688 | 7 100 | 7 524 | - |